# Hippopotamus amphibius
L'ippopotamo (Hippopotamus amphibius) è un grosso mammifero erbivoro africano. È una delle due specie ancora viventi della famiglia Hippopotamidae (altre due si sono estinte in tempi recenti).

## Etimologia
Il nome generico Hippopotamus (da cui l'italiano ippopotamo) è una forma latinizzata dal greco antico: ἱπποπόταμος?, hippopótamos ("cavallo di fiume"), composto dal greco antico: ἵππος?, híppos, "cavallo" e ποταμός, pótamos, "fiume". Il nome specifico amphibius è una forma latinizzata dal greco antico: ἀμφίβιος?, amphíbios ("che vive una doppia vita").

## Evoluzione e storia
Si è a lungo ritenuto che la famiglia degli ippopotami avesse origine dallo stesso ceppo da cui derivano, da un lato, i suidi (maiali, cinghiali ecc.) e, dall'altro, i ruminanti (per esempio cervidi e bovidi).
Gli studi più recenti sulle origini degli ippopotamidi suggeriscono che ippopotami e cetacei condividano un antenato comune semi-acquatico che si sarebbe differenziato dagli altri Artiodattili circa 60 milioni di anni fa, per poi dar vita, circa 54 milioni di anni fa, a due branche distinte, da una delle quali si evolsero i cetacei, probabilmente a partire dalla proto-balena Pakicetus e da altri Archaeoceti.
Su tali basi gli ippopotami avrebbero maggiori affinità con le balene di quante non ne abbiano con gli altri artiodattili.
Nell'era terziaria dovevano esistere diverse specie di ippopotami, dalle quali sono discese le uniche due che ancora sopravvivono ai nostri giorni: l'ippopotamo anfibio (Hippopotamus amphibius) e l'ippopotamo pigmeo (Hexaprotodon liberiensis), che è rimasto più vicino alle forme antiche. L'area di distribuzione di queste due specie mette in evidenza come attualmente esse tendano a ridursi.
Tra la fine del Pliocene e l'inizio del Pleistocene, 2-3 milioni di anni fa, numerose specie di ippopotami vivevano in Asia (compreso lo Sri Lanka), in Europa e in Africa (compreso il Madagascar), l'unico continente in cui sono sopravvissute. Tre o quattro di esse, tra cui Hippopotamus gorgops, che viveva in acque più profonde di quelle frequentate dall'ippopotamo anfibio attuale, abitavano nelle stesse regioni. Solo 120 000 anni or sono, l'ippopotamo sguazzava ancora negli ampi corsi d'acqua di quei territori che oggi costituiscono l'Inghilterra. Creta e Cipro hanno ospitato, fino a 10 000 anni fa, un ippopotamo (Hippopotamus minutus). Gli scavi condotti tra il 1980 e il 1987 a Cipro hanno infatti portato alla luce resti di ippopotami insieme con tracce di attività umana: potrebbe forse esser stato l'uomo ad accelerare la scomparsa di quest'animale dalle isole del Mediterraneo orientale. Anche in Madagascar sono stati trovati resti di piccoli ippopotami (Hippopotamus lemerlei ed Hippopotamus madagascariensis), allora gli unici ungulati nativi dell'isola e vivevano ancora fino a 2000 anni fa circa. Si pensa che un violento mutamento di clima ne abbia causato la scomparsa, proprio nel momento in cui l'uomo arrivava sull'isola, in un'epoca databile approssimativamente all'inizio dell'era cristiana.
Gli ippopotami abitavano un tempo la bassa valle del Nilo. Per gli antichi Egizi, il loro aspetto tondeggiante e massiccio evocava una dea della fecondità e sotto queste sembianze vennero spesso rappresentati nei bassorilievi.
Oggi in Africa l'ippopotamo ha ancora un ruolo importante nella vita degli uomini, dei fiumi e dei laghi. E non si tratta solo di un ruolo relativo all'alimentazione: questo animale infatti è parte integrante della cultura dei gruppi etnici in mezzo a cui vive. Per esempio nel delta del Niger, durante il festival dell'acqua di Owu, alcuni partecipanti si mettono in testa una maschera da ippopotamo.

## Caratteristiche

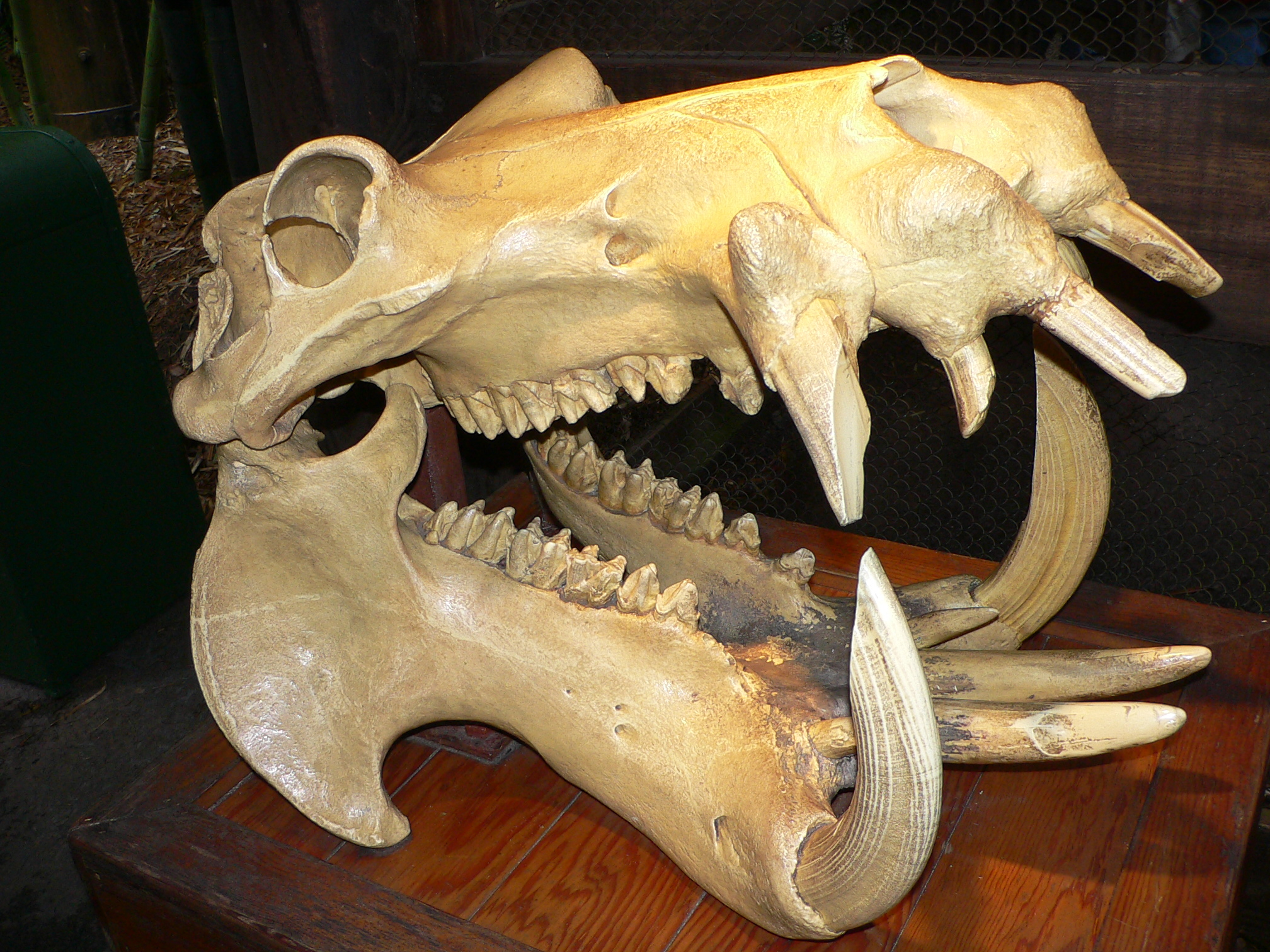
Cranio di ippopotamo

L'ippopotamo ha una lunghezza testa-corpo da 3,30 a 3,75 m ed è alto al garrese 1,50 m; il peso va da 1,4 a 3 t (i maschi sono nettamente più grossi delle femmine), ma alcuni esemplari particolarmente grandi possono raggiungere i 3500–4500 kg. Si registra una pressione mascellare di circa 126,5 kg/cm² (1821 psi) e una pressione complessiva del morso pari a quasi 800 kg forza (8000 N).
L'ippopotamo ha un aspetto tozzo: le zampe sono corte, la testa è grande e prominente, proporzionata al grosso corpo glabro e di forma cilindrica. Nonostante la mole e la curiosa struttura corporea, questo animale è però piuttosto agile. In caso di necessità può caricare – o scappare – a circa 50 km/h. Quando esce dall'acqua, sa inerpicarsi facilmente anche su sponde ripide con l'aiuto delle pur corte zampe. La sua goffa andatura è la conseguenza di un adattamento improntato alla vita acquatica. La conformazione della testa è perfetta per consentire all'ippopotamo di restare immerso a lungo: i grandi occhi, le narici e le orecchie, piccole e mobili, sono situati nella parte superiore del muso e si trovano sullo stesso piano (spesso restano le sole parti visibili). Quando si immerge, le narici e le orecchie si chiudono.
La pelle dell'ippopotamo è quasi glabra: i soli peli che possiede sono le vibrisse (peli tattili), che ricoprono il largo muso e i peli rigidi sulla punta della coda.
L'ippopotamo fa parte dell'ordine degli artiodattili, cioè degli ungulati che hanno un numero pari di dita. Le zampe terminano con 4 dita di dimensioni uguali; gli zoccoli somigliano più a delle unghie. Per nuotare, l'ippopotamo utilizza le zampe. Osservandolo muoversi sott'acqua, per esempio nelle sorgenti di Mzima del Parco nazionale dello Tsavo, in Kenya, dove l'acqua è straordinariamente trasparente, si direbbe che stia volando. La sua densità corporea è di poco superiore a quella dell’acqua, per questo cammina delicatamente sul fondo come se saltellasse.
Gli adulti hanno da 36 a 40 denti, perché gli incisivi possono variare da 4 a 6. I canini sono a crescita continua e possono raggiungere i 50 centimetri di lunghezza per 3 chilogrammi di peso nel maschio e un chilogrammo nella femmina. Aguzzi e taglienti, spuntano verso l'esterno come le zanne, costituendo un'arma temibile. Il primo molare, presente nella dentizione di latte, non viene mai rimpiazzato da un dente definitivo. Può quindi restare a lungo in bocca all'animale poiché nessun altro dente lo fa cadere per sostituirlo. A causa della loro gigantesca mole e della forza sbalorditiva gli ippopotami sono considerati come alcuni tra i più pericolosi animali della Terra. In Africa essi vengono visti come più pericolosi addirittura dei leoni.
L'ippopotamo perde molta acqua per evaporazione. Si è calcolato che la sua pelle lascia evaporare, su una superficie di 5 centimetri quadrati, 12 milligrammi di acqua in dieci minuti, cioè da tre a cinque volte la quantità che si disperde nell'uomo. L'abbondante traspirazione dipende dal fatto che lo strato corneo protettivo è molto sottile e per di più esso manca di ghiandole sebacee che possano secernere materie grasse per isolare l'animale dai raggi solari. In compenso, la pelle è provvista di ghiandole cutanee che producono un liquido vischioso e alcalino, contenente molti sali minerali, che con la luce prende riflessi rossi, dando l'impressione che il corpo dell'animale trasudi sangue. Questa secrezione, che fa da schermo contro la disidratazione quando l'ippopotamo si trova fuori dell'acqua, probabilmente ha anche una funzione cicatrizzante.
Un ippopotamo adulto non ha predatori naturali, ma i cuccioli possono essere vulnerabili a iene, coccodrilli e leoni. Anche gli adulti possono essere attaccati da coccodrilli e leoni, ma questo comporta un alto rischio di morte per gli attaccanti. Le principali minacce per gli ippopotami sono la caccia e la perdita dell'habitat, causata dall'espansione umana e dalla distruzione dell'ambiente. 

## Ambiente naturale ed ecologia

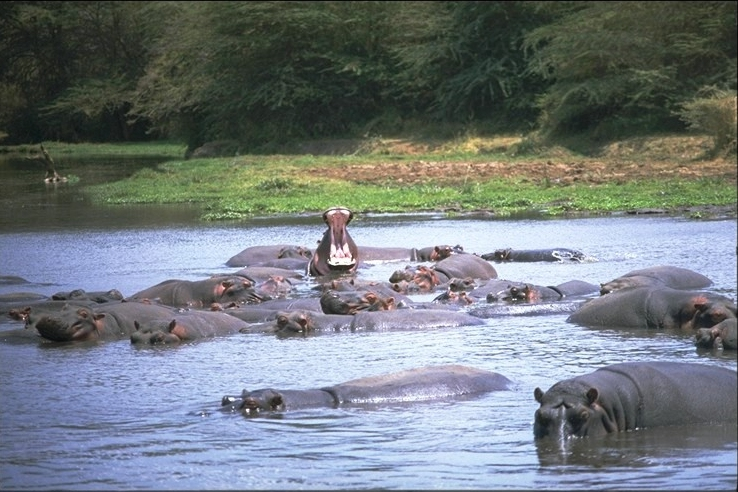
Ippopotami nel lago Manyara, Tanzania

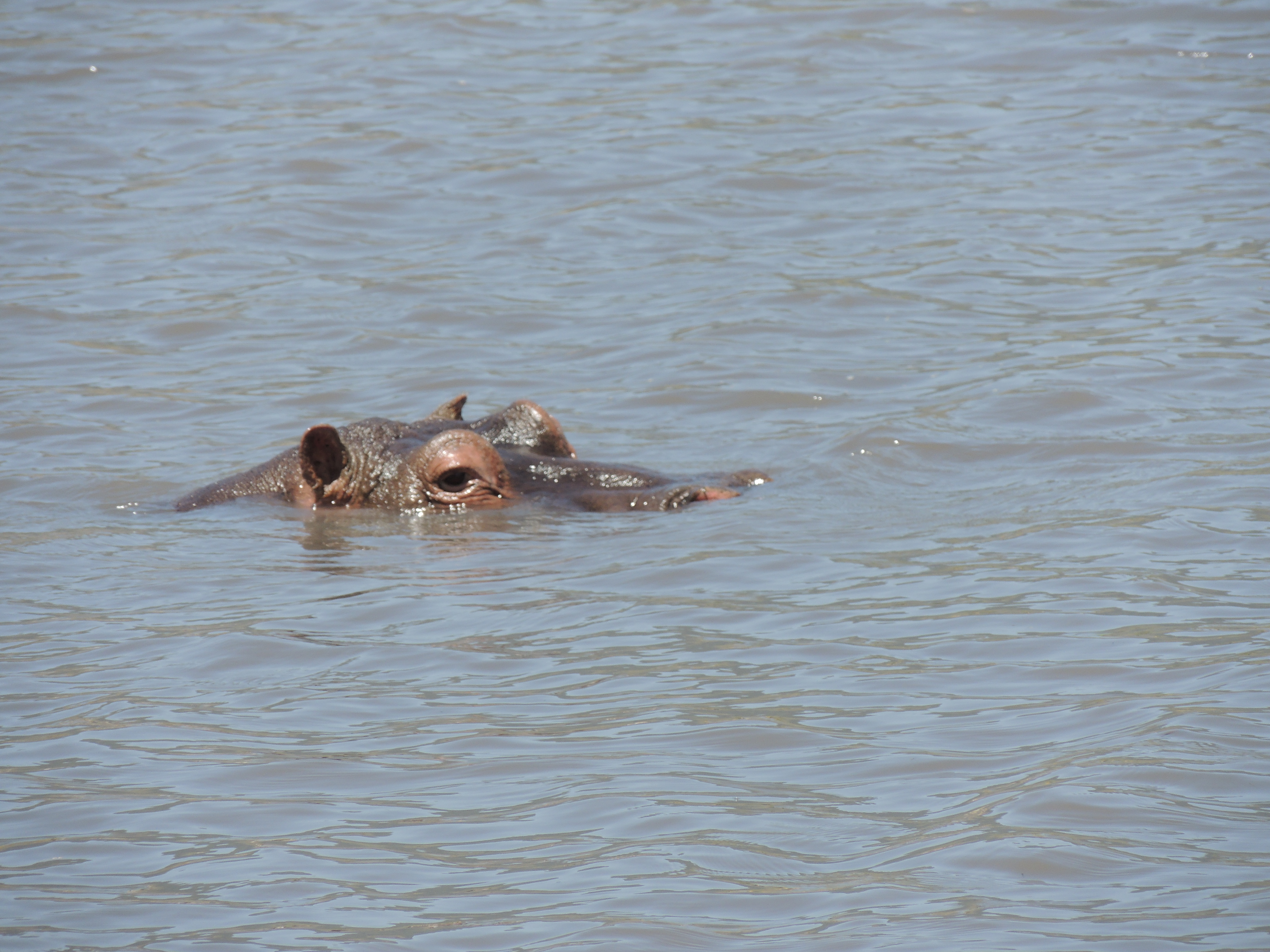
Ippopotamo a Ngorongoro

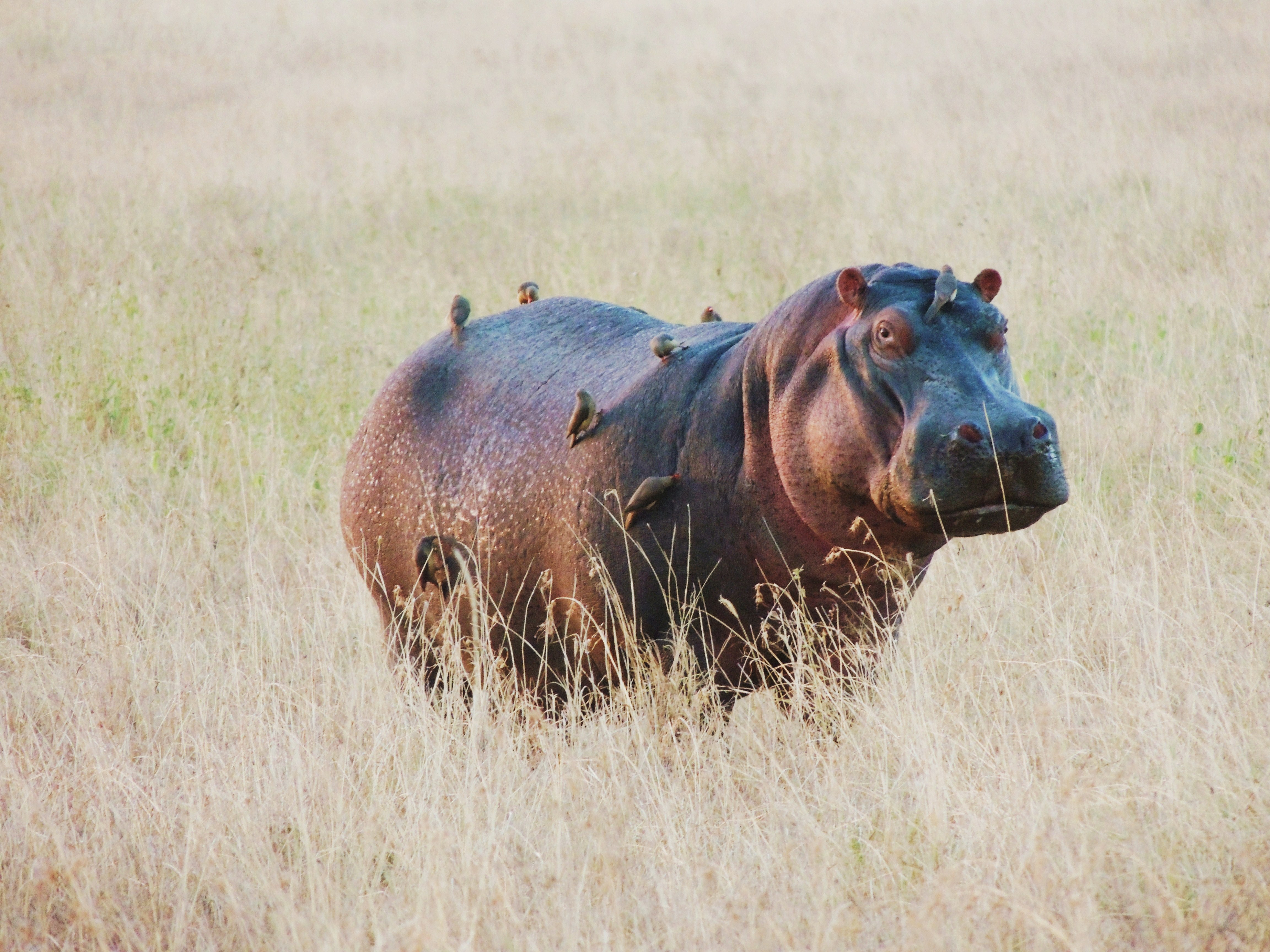
Ippopotamo con bufaghe

La valle del Nilo ospita ancora gli ippopotami, ma questi non si spingono oltre Khartum, in Sudan. L'ultimo esemplare egiziano è stato ucciso nel 1816. Nel XIX secolo gli ippopotami erano presenti fino alla provincia del Capo, oggi essi vivono ancora nello Swaziland e nella Repubblica Sudafricana, ma solo fino alla laguna di Santa Lucia. Entro questi confini (Khartum a nord, provincia del Capo a sud), la loro densità si è notevolmente ridotta. L'ippopotamo ha abbandonato il Sahara e le aree limitrofe a causa del cambiamento di clima, ma altrove la sua scomparsa è certo da attribuire alla presenza dell'uomo. Alcuni gruppi di ippopotami si sono installati nell'isola di Mafia dopo aver attraversato un braccio di mare: questa piccola isola dell'Oceano Indiano infatti non è mai stata attaccata al continente perché è separata dalla Tanzania (da cui dista una trentina di chilometri) da acque troppo profonde.
Nei territori interni l'ippopotamo può vivere fino a 2000 metri di altitudine, dove sembra ben sopportare la temperatura che scende quasi a 0 °C sul far del mattino durante la stagione secca.
In tutti i territori in cui vive, questo animale contribuisce alla sopravvivenza di numerose altre specie e l'apporto all'ecosistema del suo habitat è notevole. Spargendo il suo sterco concima infatti le praterie e il fondo dei fiumi, nei quali di conseguenza le creature acquatiche trovano una grande abbondanza di principi nutritivi. Nelle regioni in cui questi animali vivono numerosi, i pesci si riproducono in gran quantità e diversi ungulati utilizzano pascoli altrettanto ben concimati. La densità ideale sarebbe di 7,7 animali per chilometro quadrato. Oltre a ciò, vi è un bell'elenco di specie che utilizzano il dorso di questo animale come luogo "di soggiorno": uccelli (ombrette, sgarze, guardabuoi), tartarughe d'acqua dolce e persino piccoli coccodrilli.
L'abitudine dell'ippopotamo di strappare l'erba raso al suolo nelle sue zone di pascolo contribuisce a evitare gli incendi di savana in un raggio di tre chilometri lungo le sponde dei corsi d'acqua. Oltre a risparmiare le macchie di alberi, quando consuma il pasto, questo animale le preserva così anche dal fuoco: per di più, le piante possono moltiplicarsi e alcune specie che finirebbero per scomparire si conservano in vita. Il che a volte causa seri guai agli ippopotami: infatti alberi e cespugli possono invadere progressivamente i pascoli provocando di conseguenza la scomparsa dell'animale. Lungo le sponde del fiume Mara, in Kenya, si verificano sicuramente dei cicli biologici (così lunghi che è difficile seguirli) prateria-foresta-ippopotami: lo sviluppo delle piante fa allontanare gli animali privati dell'erba, ma attira gli erbivori con un regime alimentare meno ristretto, come gli elefanti. Il ciclo può poi ricominciare: gli elefanti mangiano gli alberi, le cui fasi di ricrescita sono più lunghe, lasciando posto all'erba che attira gli ippopotami. Attualmente una delle due rive del fiume è molto più boscosa e gli ippopotami sono perciò piuttosto rari. A quanto pare, quindi, questi animali potrebbero facilitare la crescita degli alberi divenendo essi stessi responsabili della propria scomparsa.
Può anche succedere che troppi ippopotami abitino nella stessa regione causando danni considerevoli all'ambiente. Ciò è accaduto in Uganda negli anni trenta, intorno ai laghi Edoardo e Giorgio. Allora fu deciso di ridurre la densità media da 20 a 8 animali per chilometro quadrato. A partire dal 1957, per 5-6 anni, sono stati uccisi circa mille esemplari l'anno (7000 in tutto), la cui carne, molto pregiata, è stata distribuita alle popolazioni locali. Ben presto si sono visti i buoni risultati sul paesaggio: la vegetazione, e in particolare l'erba, ha cominciato a rispuntare. Altri ungulati sono tornati nei pascoli. Quanto agli ippopotami, si è osservato che l'età della maturità sessuale era passata da dodici a dieci anni, e che la percentuale di piccoli nati in un anno in ogni gruppo era salita dal 6 al 14 percento, segno evidente di una popolazione in buono stato.
In genere un ippopotamo adulto non ha nemici naturali, anche se i piccoli talvolta vengono predati da iene, coccodrilli e leoni. Questi ultimi due possono anche attaccare esemplari adulti, anche se con elevato rischio di morte. Sono registrati casi di coccodrilli che hanno ucciso esemplari adulti grazie al potente morso (anche se spesso con gravi lesioni) e di gruppi di leoni che hanno fatto lo stesso. In alcune aree la pratica può sembrare addirittura frequente e ha portato alla nascita di coccodrilli o branchi di leoni “specializzati” in questa caccia, soprattutto verso le femmine adulte. In altri casi un singolo leone ha attaccato dal retro ippopotami adulti. Questi attacchi possono comunque costare al predatore la vita. Un esempio di questi attacchi, non confermato, potrebbe essere quello di Gustav, il famigerato coccodrillo assassino che si diceva attaccasse abitualmente ippopotami e rinoceronti adulti.
Gli ippopotami sono tra gli erbivori più aggressivi, assieme al bufalo africano, che può anch'esso diventare ferocissimo. Sono il maggior pericolo per l'uomo in Africa e talvolta hanno messo in fuga anche elefanti e rinoceronti. In acqua l'ippopotamo è ancora più veloce e letale: negli anni sessanta, alle foci del fiume Santa Lucia in Sudafrica, un esemplare riuscì a uccidere uno squalo mako che lo aveva attaccato.
Si stima che gli ippopotami siano responsabili di 500-3000 decessi umani per anno, molto spesso su provocazione dell’uomo.

## Struttura sociale

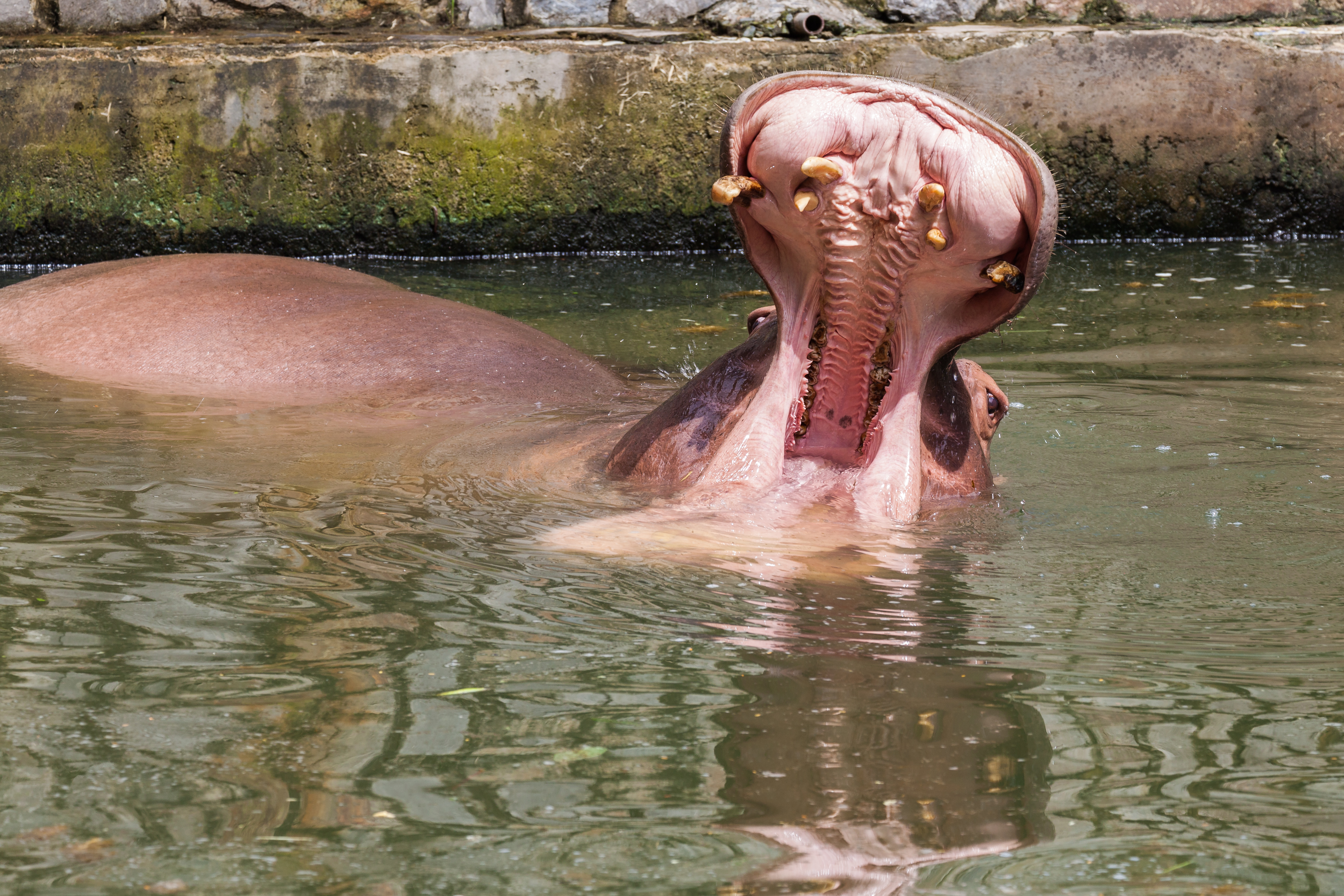
Gli ippopotami sono dotati di poderosi canini

Gli ippopotami vivono in gruppo su un territorio (lago o fiume) che varia a seconda del genere di superficie d'acqua e della stagione. Lungo le sponde di un fiume, in uno spazio meno esteso, abitano più animali di quanti se ne radunino in genere sulle rive di un lago: trentatré ippopotami possono spartirsi cento metri del bordo di un fiume, mentre in cento metri di quello di un lago coabitano solo sette esemplari.
Il regno di un maschio dominante, se è costituito da un corso d'acqua, si estende per 50-100 metri, mentre può raggiungere i 500 metri se è formato dalle acque di un lago ed è proprio il maschio dominante a marcare il territorio: piazzandosi sui bordi, il dorso verso la riva, sparge i suoi escrementi in un raggio di due metri. Questo genere di spettacolo sembra affascinare molto i giovani che vengono ad annusare e, talvolta, a inghiottire gli escrementi del capo.
Finché gli esemplari giovani e soprattutto i maschi quasi adulti, adottano un comportamento di sottomissione verso il maschio dominante, tutto va bene; ma se essi tengono la testa alta, un atteggiamento che il capo interpreta sempre come una sfida, possono verificarsi scontri anche mortali. I combattimenti si svolgono tra feroci grugniti, cariche nell'acqua, atteggiamenti intimidatori a fauci spalancate. La mandibola di questo animale può spalancarsi a 150 gradi e quindi possiede una buona muscolatura. Lo sbadiglio dell'ippopotamo può essere facilmente confuso con un altro gesto dell'animale e può effettivamente divenire una minaccia: quando il maschio ripiega il più indietro possibile la testa mettendo in mostra tutta la gola in un gesto di sfida per calmare ogni velleità di rivolta interna al gruppo.
I combattimenti possono essere mortali, ma scontri di questa portata sono rari, perché l'ippopotamo ha molto rispetto per la gerarchia. Uno dei comportamenti sociali più caratteristici della specie potrebbe chiamarsi "defecazione di sottomissione": un esemplare subalterno si gira, tira fuori dall'acqua il fondo della schiena, spruzza ben bene il muso del dominante con i suoi escrementi e li spande tutt'intorno con vigorosi colpi di coda laterali. Chi è più in alto nella scala sociale sollecita questo gesto dai giovani maschi: gira loro intorno, tira fuori le spalle dall'acqua, tenendo la testa inclinata. Ogni esemplare che arricchisce nello stesso modo il mucchio di escrementi porge così il suo "saluto" al dominante, facendogli intendere che riconosce il suo posto di comando. In un gruppo possono aver luogo più di cinque defecazioni di sottomissione all'ora, di cui un terzo viene diretto contro il dominante. Tra gli adulti sono frequenti anche i finti combattimenti, labbra contro labbra.

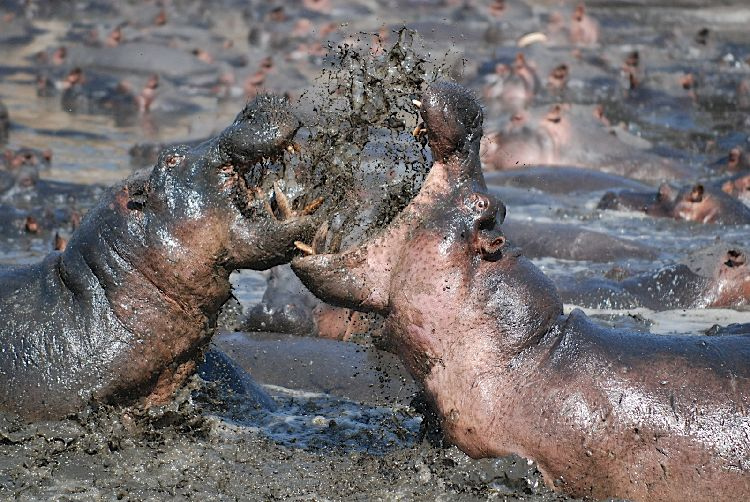
2 ippopotami maschi che combattono

## Dieta e alimentazione

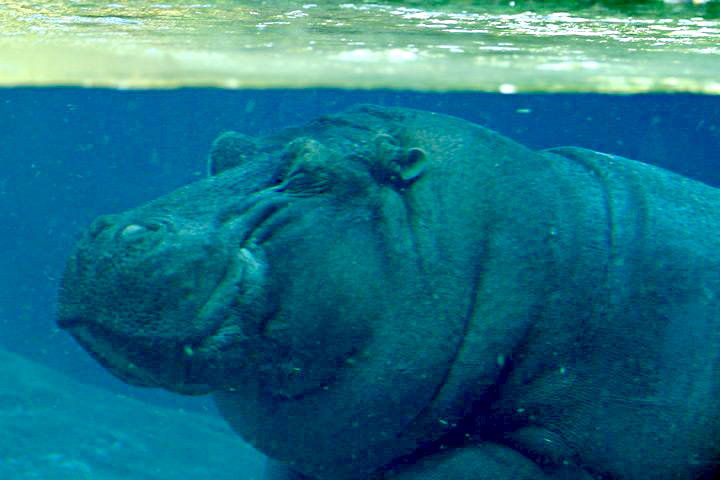
Un ippopotamo in immersione

L'ippopotamo mangia poco in proporzione al suo peso corporeo. La razione quotidiana di cibo, 40 chilogrammi di erba fresca, è pari all'1-1,5 per cento del suo peso, mentre per tutti gli altri ungulati (o animali con gli zoccoli) il fabbisogno giornaliero di alimenti corrisponde al 2,5 per cento del peso. Salvo in casi particolari, le zone di pascolo si trovano in media tra 2,8 e 3,2 chilometri di distanza da un punto d'acqua, ma in caso di carestia l'ippopotamo può spingersi fino a dieci chilometri, da solo o aggregandosi in piccoli gruppi; durante la stagione secca, questo mammifero è anche capace di digiunare per lungo tempo. È stato documentato che in caso di penuria di cibo l'ippopotamo si può comportare da carnivoro spazzino o addirittura da cannibale.
Gli ippopotami possono anche cominciare a cercare il cibo spostandosi per parecchi chilometri lungo il corso d'acqua: per raggiungere la terraferma, notte dopo notte, ripercorrono sempre gli stessi passaggi, che finiscono per essere scavati tanto profondamente da sfondare gli argini.
L'alimentazione è costituita da diverse specie di graminacee dei generi Panicum, Urocholora o Cynodon. La dieta è composta da una decina di graminacee differenti, a seconda dei luoghi. Gli ippopotami sono molto selettivi nelle scelte e preferiscono le specie più gustose, trascurando le altre. Per esempio, non amano le specie del genere Spirobolus. Il menu varia da regione a regione, in ciascuna delle quali si trovano "specialità" locali: in una riserva del Natal, nella Repubblica Sudafricana, per esempio, gli ippopotami mangiano soprattutto Panicum maximum e Cynodon dactylon (gramigna).
La fisiologia digestiva dell'ippopotamo è abbastanza particolare. Pur non essendo un ruminante, possiede un enorme stomaco di forma ricurva, suddiviso in quattro cavità, il che rallenta il transito degli alimenti e aumenta la loro assimilazione nell'intestino. L'apparato digestivo è ben adattato alle sue necessità. Esso ospita dei protozoi ciliati, organismi unicellulari che aiutano a digerire la cellulosa dei vegetali. Per questo, l'ippopotamo non ha bisogno di ingerire quotidianamente grandi quantità di cibo.
Il transito degli alimenti prima nello stomaco e poi nell'intestino dura ventiquattro ore, prolungandosi nelle ore di riposo diurno dell'animale. Forse non tutto il cibo viene digerito nella giornata che segue il pasto notturno: quindi una certa quantità d'erba può accumularsi nello stomaco, costituendo una preziosa riserva in caso di necessità.
Dopo il passaggio dell'ippopotamo, i pascoli sembrano prati ben tosati. Questo mammifero "taglia" infatti l'erba alla base con le labbra, che sono rese rigide da uno strato corneo di pelle il cui spessore può raggiungere i cinque centimetri, strappandola con un rapido movimento della testa.
Il piccolo ippopotamo comincia a masticare erba accompagnando la madre nelle zone di pascolo durante le spedizioni notturne: allora cammina vicino alla testa della femmina e, se altri giovani nati in parti precedenti sono presenti, questi seguiranno tutti la madre, il più giovane subito dietro, il più vecchio chiudendo la fila.

## Ciclo vitale

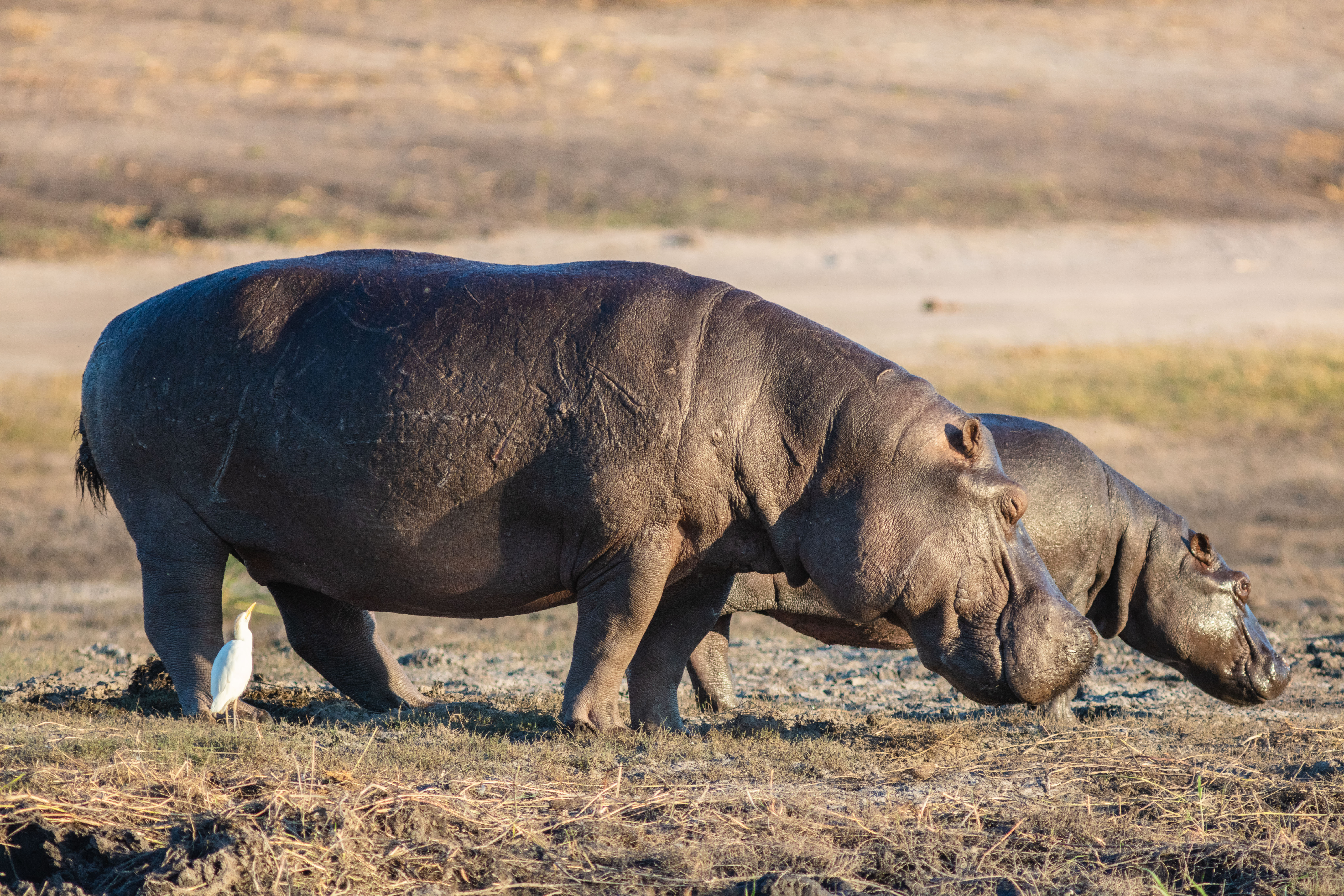
Femmina e piccolo di ippopotamo in Chobe, Botswana

Gli ippopotami maschi non si riproducono prima dei 6-13 anni, le femmine non sono ricettive prima dei 7-15 anni.
I piccoli nascono sempre durante la stagione delle piogge, perciò i parti avvengono una volta all'anno nelle regioni in cui vi è una sola stagione delle piogge, per esempio nell'Africa meridionale; al contrario, dove questa si ripete, come nell'Africa orientale, le nascite si verificano due volte all'anno. Gli accoppiamenti avvengono con un anticipo di 227-240 giorni nella stagione secca. L'estro, ovvero il momento in cui la femmina ha l'ovulazione, dura tre giorni circa. Essa mette al mondo il suo piccolo in acque poco profonde o anche sulla terraferma, in una zona ben riparata dai nemici che vedono nel neonato una preziosa risorsa di carne. Poi lo difende ferocemente dai grandi predatori e dai maschi adulti della sua stessa specie.
Dopo il parto, la femmina resta isolata per una decina di giorni prima di raggiungere il resto del gruppo. Il tasso di mortalità infantile è molto elevato: fino al 45 per cento durante il primo anno di vita e del 15 per cento nel secondo. Poi si abbassa in modo considerevole fino al 4 per cento annuo degli adulti.
Il piccolo resta con la madre fino alla nascita di un fratellino o anche più a lungo; capita spesso infatti di incontrare femmine circondate da vari giovani di età diverse.
In media le nascite avvengono ogni 24 mesi: 8 mesi di gestazione, un anno di allattamento e quindi altri 4 mesi senza estro, cioè di riposo completo. Solo il 10 per cento delle femmine viene fecondato nei pochi giorni, tra il parto e l'allattamento, in cui il ciclo riprende. Raramente nascono dei gemelli.
La femmina ha due mammelle inguinali, cioè situate molto in basso, vicino all'inguine: il piccolo vi si attacca spesso per la poppata stando sott'acqua, quando la madre è in immersione. E comunque poppa in apnea, a narici e orecchie chiuse, anche sulla terraferma.
I piccoli dell'ippopotamo imparano a nuotare prima che a camminare. Utilizzano il dorso della madre per riposarsi sulla superficie dell'acqua, dato che possono restare in apnea uno o due minuti soltanto, mentre gli adulti resistono facilmente anche cinque minuti.
La crescita è rapida: alla nascita il peso è di circa 30-50 chilogrammi, a un anno è di ben 250 chilogrammi.
A dodici anni viene raggiunta la maturità sessuale e allora l'ippopotamo diviene un possibile rivale per l'adulto. I dominanti tollerano appena i giovani, ma tutto va liscio se questi e, soprattutto i maschi quasi adulti, assumono un atteggiamento rispettoso nei confronti dei primi; se poi compiono le "defecazioni di sottomissione" di rigore, è ancora meglio.
La longevità va dai trenta ai quarant'anni; la lunghezza media della vita si abbassa se si considera l'elevata mortalità giovanile.

## L'ippopotamo e l'uomo

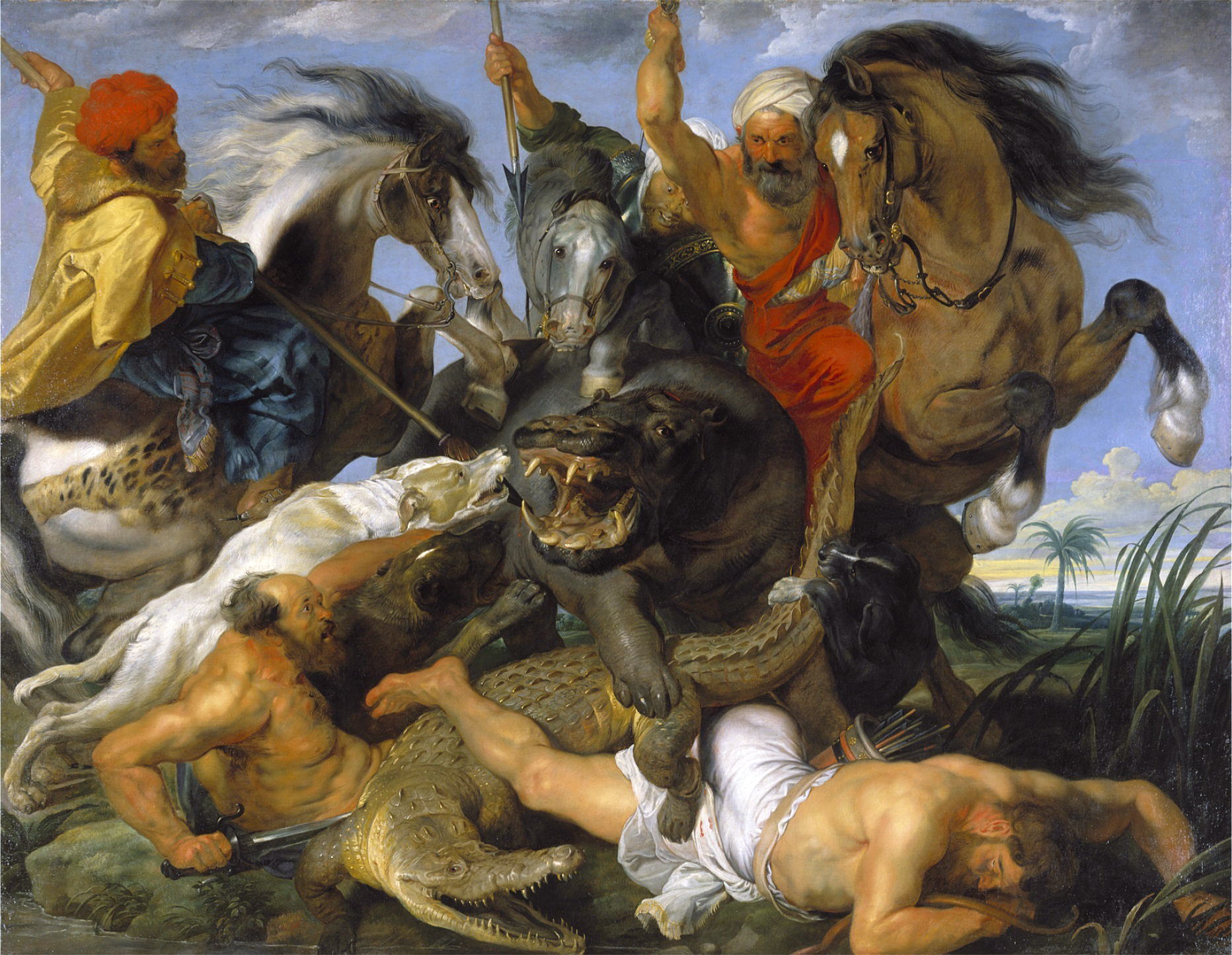
Caccia all'ippopotamo in un quadro di Peter Paul Rubens

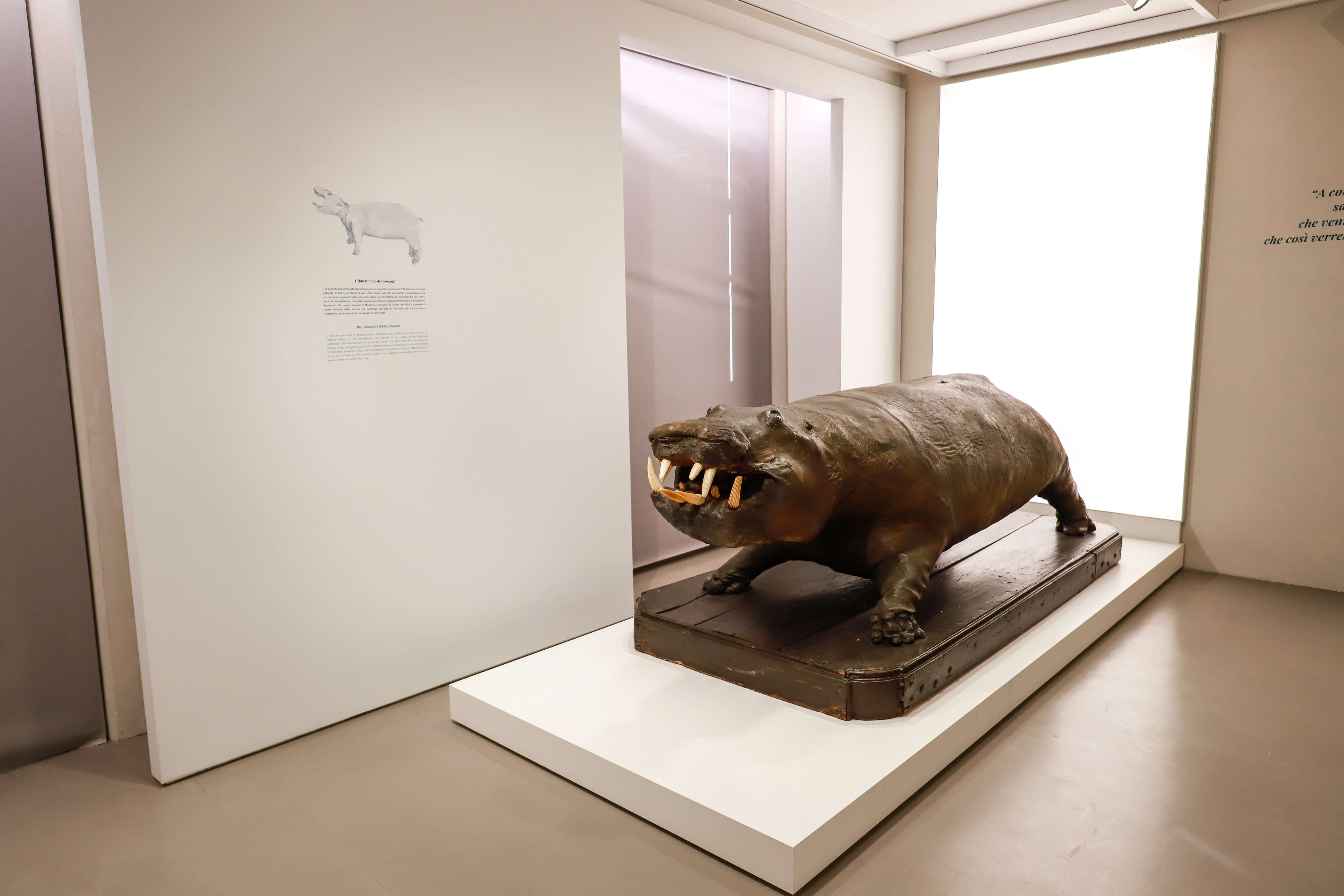
Kosmos, Pavia, ippopotamo proveniente dalla Celeste Galeria dei Gonzaga, sul quale era collocato (a cavallo dell'animale) il corpo mummificato di Rinaldo dei Bonacolsi.

Nella mitologia egizia l'ippopotamo era il simbolo della fecondità. Oggi esso è considerato pregiata selvaggina dall'uomo, che lo ritiene anche un pericolo per le coltivazioni.
L'ippopotamo può vivere nelle vicinanze dell'uomo. Ciò accade in diverse regioni africane: nelle zone di pesca del Vitshumbi (Repubblica Democratica del Congo), lungo il fiume a N'Djamena (Ciad), a Entebbe (Uganda), ma soprattutto a Bujumbura, in Burundi. Il 90% della superficie di questo Paese è coltivato e la grande fauna è quasi del tutto scomparsa. Stranamente, l'ippopotamo è restato ed è presente anche, in certe stagioni, nel cuore della capitale. Nel Burundi vivono oggi più di 1500 ippopotami: diversi esemplari si spingono fino a Bujumbura invadendo questa città durante la notte per brucare i prati artificiali dei parchi cittadini, così fornendo fin troppo concime naturale alle piante ornamentali. Sono talmente invadenti che si è dovuto costruire un muro che ne impedisse l'accesso alle piste dell'aeroporto cittadino.
I canini degli ippopotami anfibi si sviluppano talvolta in modo considerevole (record: 61,5 centimetri) e suscitano notevoli interessi economici. I denti dell'ippopotamo sono particolarmente ricercati da quando è stato proibito il commercio dell'avorio d'elefante. Tra il 1950 e il 1954 lungo le sponde del lago Tanganica vennero raccolte 12,5 tonnellate d'avorio di ippopotamo, il che comportò la morte di tremila esemplari. La situazione è peggiorata dopo il 1990, in seguito alla proibizione di commerciare l'avorio d'elefante: sulle "piste dell'oro bianco" dell'ippopotamo ci sono ora troppi cacciatori.

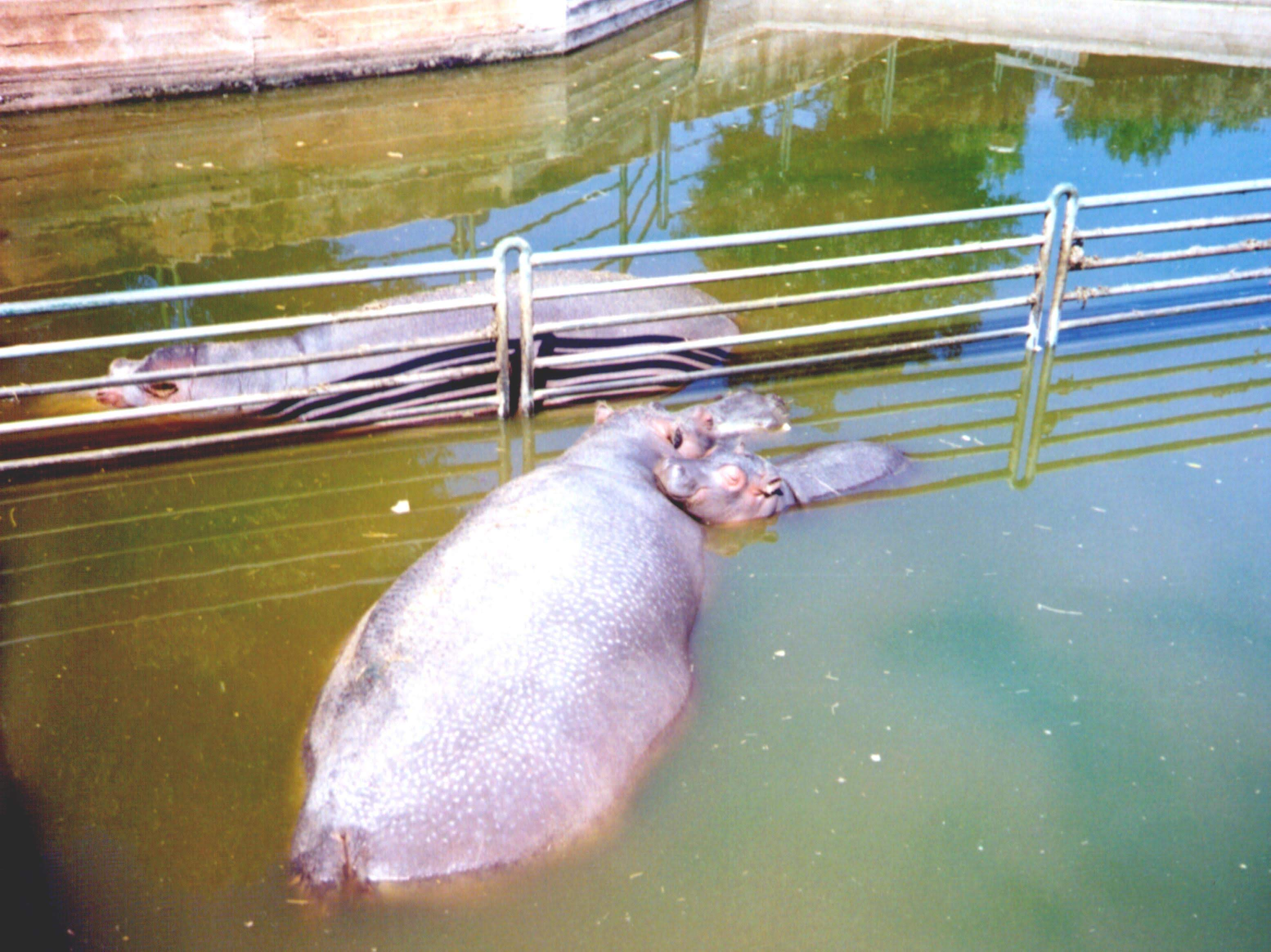
Ippopotami in cattività (Zoosafari Fasanolandia)

Incremento demografico vertiginoso e "fame" di terre coltivabili hanno causato in Africa l'uccisione di moltissimi ippopotami. Questi animali vivono in territori ricchi d'acqua, a volte irrigabili, che vengono via via destinati a varie colture e piantagioni.
Inoltre gli ippopotami non fanno ovviamente differenza tra una graminacea selvatica e una graminacea coltivata dall'uomo: per limitare i danni alle colture i contadini finiscono per ucciderne in gran numero.
In alcune regioni, tuttavia, gli agricoltori hanno cercato di tenere lontano questi voraci erbivori con metodi non violenti. Per esempio i Tonga hanno posto intorno ai campi coltivati recinti di corde e hanno attaccato in vari punti della rete scatole riempite di sassolini: quando un guardiano vede un ippopotamo avvicinarsi, scuote la corda e le sue vibrazioni si propagano lungo tutto il recinto facendo dondolare le scatole. Il tintinnio dei sassi in esse contenute è sufficiente a mettere in fuga gli ippopotami.

### Alloctonia
Una popolazione di circa 40-60 individui si trova in Colombia nel bacino del fiume Magdalena, sviluppatasi da quattro ippopotami, 3 femmine e un maschio, importati nel suo zoo privato dal narcotrafficante Pablo Escobar e quindi liberati dopo l'uccisione di Escobar avvenuta nel 1993. Aumentati di numero fino a oltre 80 unità e divenuti quindi una minaccia per l'ecosistema, nel 2021 ne è stata decisa la sterilizzazione invece dell'abbattimento per impedirne la ulteriore proliferazione, grazie alla graduale estinzione per morte naturale. Nel 2023 il governo colombiano ha deciso di spostare gli esemplari in Messico e India, con un costo logistico di circa 3,5 milioni di dollari.